# Drepanosticta auriculata
Drepanosticta auriculata – gatunek ważki z rodziny Platystictidae.